# InterLiga 2010
La InterLiga 2010 fue la séptima, y última, edición del torneo, la cual otorgó los últimos dos cupos de equipos mexicanos a la Copa Libertadores 2010.

## Clasificación final

### México 1
El clasificado como México 1, correspondió al club que terminó en el primer lugar de la tabla general de Competencia del Torneo Apertura 2009, excepto los clubes que estuvieran participando en la Concacaf Liga Campeones, de ser así su lugar sería tomado por el siguiente club en la clasificación.
| Equipo | Equipo            | Pts | PJ | PG | PE | PP | GF | GC | DG  |
| --- | ----------------- | --- | -- | -- | -- | -- | -- | -- | --- |
| 1 | Toluca            | 35  | 17 | 11 | 2  | 4  | 32 | 19 | 13  |
| 2 | Cruz Azul         | 33  | 17 | 11 | 0  | 6  | 35 | 19 | 16  |
| 3 | Morelia           | 33  | 17 | 10 | 3  | 4  | 31 | 15 | 16  |
| 4 | América           | 30  | 17 | 8  | 6  | 3  | 29 | 16 | 13  |
| 5 | Monterrey         | 30  | 17 | 9  | 3  | 5  | 27 | 16 | 11  |
| 6 | Santos            | 27  | 17 | 7  | 6  | 4  | 29 | 24 | 5   |
| 7 | Puebla            | 26  | 17 | 6  | 8  | 3  | 19 | 19 | 0   |
| 8 | Pachuca           | 24  | 17 | 7  | 3  | 7  | 24 | 29 | -5  |
| 9 | Atlante           | 23  | 17 | 7  | 2  | 8  | 18 | 23 | -5  |
| 10 | Tigres UANL       | 22  | 17 | 5  | 7  | 5  | 23 | 18 | 5   |
| 11 | San Luis          | 21  | 17 | 5  | 6  | 6  | 21 | 24 | -3  |
| 12 | Estudiantes Tecos | 20  | 17 | 5  | 5  | 7  | 23 | 29 | -6  |
| 13 | Jaguares          | 19  | 17 | 5  | 4  | 8  | 17 | 22 | -5  |
| 14 | Guadalajara       | 19  | 17 | 5  | 4  | 8  | 23 | 29 | -6  |
| 15 | Atlas             | 18  | 17 | 5  | 3  | 9  | 14 | 25 | -11 |
| 16 | Querétaro         | 18  | 17 | 5  | 3  | 9  | 17 | 29 | -12 |
| 17 | Pumas UNAM        | 17  | 17 | 4  | 5  | 8  | 16 | 23 | -7  |
| 18 | Indios Juárez     | 6   | 17 | 0  | 6  | 11 | 7  | 26 | -19 |
| PTS – puntos; PJ – partidos jugados; PG - partidos ganados; PE - partidos empatados; PP - partidos perdidos; GF – goles a favor; GC – goles en contra; DG – diferencia de goles |                   |     |    |    |    |    |    |    |     |

|  | Clasificado para la Copa Libertadores 2010 (México 1)                                    |
|  | Clasificado para jugar la InterLiga.                                                     |
|  | No elegible para la InterLiga. Juega la Concacaf Liga Campeones 2009-2010.               |
|  | No elegible para la InterLiga. Clasificado a la Copa Libertadores 2010 por compensación. |
|  | Eliminado de participar en la InterLiga.                                                 |

### Equipos clasificados
| Grupo A                                                         | Grupo B                                                   |
| América: 6ª participación (4ª consecutiva desde 2007)           | Jaguares: 3ª participación (1ª desde 2007)                |
| Atlante: 3ª participación (1ª desde 2005)                       | Monterrey: 4ª participación (1ª desde 2008)               |
| Estudiantes Tecos: 3ª participación (2ª consecutiva desde 2009) | Puebla: 1ª participación                                  |
| Santos: 3ª participación (1ª desde 2005)                        | Tigres UANL: 6ª participación (2ª consecutiva desde 2009) |

## Resultados

### Grupo A
| Equipo            | Pts | PJ | PG | PE | PP | GF | GC | DIF |
| ----------------- | --- | -- | -- | -- | -- | -- | -- | --- |
| América           | 7   | 3  | 2  | 1  | 0  | 9  | 4  | 5   |
| Estudiantes Tecos | 4   | 3  | 1  | 1  | 1  | 6  | 5  | 1   |
| Santos            | 3   | 3  | 1  | 0  | 2  | 4  | 5  | -1  |
| Atlante           | 3   | 3  | 1  | 0  | 2  | 2  | 7  | -5  |

| Fecha              | Equipos                           | Resultado | Estadio               | Ciudad             |
| ------------------ | --------------------------------- | --------- | --------------------- | ------------------ |
| 2 de enero de 2010 | Atlante - Estudiantes Tecos       | 2 - 1     | Robertson Stadium     | Houston, Texas     |
| 2 de enero de 2010 | América - Santos Laguna           | 3 - 1     | Robertson Stadium     | Houston, Texas     |
| 5 de enero de 2010 | Estudiantes Tecos - Santos Laguna | 2 - 0     | Pizza Hut Park        | Frisco, Texas      |
| 5 de enero de 2010 | Atlante - América                 | 0 - 3     | Pizza Hut Park        | Frisco, Texas      |
| 9 de enero de 2010 | Santos Laguna - Atlante           | 3 - 0     | The Home Depot Center | Carson, California |
| 9 de enero de 2010 | América - Estudiantes Tecos       | 3 - 3     | The Home Depot Center | Carson, California |

### Grupo B
| Equipo      | Pts | PJ | PG | PE | PP | GF | GC | DIF |
| ----------- | --- | -- | -- | -- | -- | -- | -- | --- |
| Puebla      | 6   | 3  | 2  | 0  | 1  | 6  | 3  | 3   |
| Monterrey   | 5   | 3  | 1  | 2  | 0  | 3  | 2  | 1   |
| Jaguares    | 2   | 3  | 0  | 2  | 1  | 2  | 1  | 1   |
| Tigres UANL | 2   | 3  | 0  | 2  | 1  | 4  | 5  | -1  |

| Fecha               | Equipos                 | Resultado | Estadio               | Ciudad             |
| ------------------- | ----------------------- | --------- | --------------------- | ------------------ |
| 3 de enero de 2010  | Puebla - Tigres UANL    | 4 - 1     | Pizza Hut Park        | Frisco, Texas      |
| 3 de enero de 2010  | Monterrey - Chiapas     | 0 - 0     | Pizza Hut Park        | Frisco, Texas      |
| 6 de enero de 2010  | Chiapas - Puebla        | 0 - 1     | Robertson Stadium     | Houston, Texas     |
| 6 de enero de 2010  | Tigres UANL - Monterrey | 1 - 1     | Robertson Stadium     | Houston, Texas     |
| 10 de enero de 2010 | Tigres UANL - Chiapas   | 2 - 2     | The Home Depot Center | Carson, California |
| 10 de enero de 2010 | Monterrey - Puebla      | 2 - 1     | The Home Depot Center | Carson, California |

### Final 1
| 13 de enero de 2010, 20:00 | Puebla                  | 2:3 (1:0) | Estudiantes Tecos            | The Home Depot Center, Carson, CA             |                                               |
|                            | Acosta 4' · Olivera 47' | Reporte   | Ruiz 52', 80' · Sambueza 89' | Árbitro(s): Baldomero Toledo (Estados Unidos) | Árbitro(s): Baldomero Toledo (Estados Unidos) |

### Final 2
| 13 de enero de 2010, 22:30 | América | 0:0 (Pen. 1:3) | Monterrey | The Home Depot Center, Carson, CA            |                                              |
|                            |         | Reporte        |           | Árbitro(s): Ricardo Salazar (Estados Unidos) | Árbitro(s): Ricardo Salazar (Estados Unidos) |

| Definición por penales |  |     |  |          |
| Cabañas                |  | 0:1 |  | Pérez    |
| Rojas                  |  | 1:2 |  | Ayoví    |
| Mosquera               |  | 1:3 |  | Martínez |
| Pardo                  |  | 1:3 |  |          |

De los ganadores de las finales, el mejor ubicado toma el lugar de México 2, mientras que el otro ganador toma el lugar de México 3 que tendrá que buscar su lugar en un repechaje contra un equipo de CONMEBOL.
Monterrey

Campeón